# Кесаб
Кесаб (на арабски: كسب [kæsæb]; на арменски: Քեսապ, Kesab) е малко градче в северозападната част на Сирия, мухафаза Латакия. Намира се на 59 километра северно от град Латакия, до границата с Турция. По данни на централното бюро по статистика населението му към 2004 година е 1754 души. Предимно арменци.

## Личности
Родени в Кесаб
- Гарегин I (1932-1999), арменски духовник
- Вартан Кечичян (1933-), арменски духовник